# Gmina Morgan (hrabstwo Crawford)

Położenie Gminy Morgan w hrabstwie Crawford

Gmina Morgan (ang. Morgan Township) – gmina w USA, w stanie Iowa, w hrabstwie Crawford. Według danych z 2000 roku gmina miała 225 mieszkańców, a jej powierzchnia wynosi 92,3 km².